# Galium ovalleanum
Galium ovalleanum är en måreväxtart som beskrevs av Rodolfo Amando Philippi. Galium ovalleanum ingår i släktet måror, och familjen måreväxter. Inga underarter finns listade i Catalogue of Life.